# Polypodium pleurosorum
Polypodium pleurosorum là một loài thực vật có mạch trong họ Polypodiaceae. Loài này được Kunze ex Mett. miêu tả khoa học đầu tiên năm 1856.